# 673 Edda
För andra betydelser, se Edda.
673 Edda eller A908 SG är en asteroid upptäckt 20 september 1908 av den amerikanska astronomen Joel Hastings Metcalf i Taunton, Massachusetts. Asteroiden har fått sitt namn efter den Poetiska Eddan, en samling verser med mytologiska motiv, och Snorres Edda, en handbok i skaldekonst, av Snorre Sturlasson.
Asteroiden befinner sig i ett Kirkwoodgap, i en 5:2 banresonans med Jupiter. En banresonans kan resultera i att asteroidens omloppsbana förändras dramatiskt på längre sikt. 5:2 resonans är dock inte lika riskabelt för omloppsbanan som till exempel 3:1.